# Uncarina ankaranensis
Uncarina ankaranensis ist eine Pflanzenart aus der Gattung Uncarina in der Familie der Sesamgewächse (Pedaliaceae).

## Beschreibung
Uncarina ankaranensis wächst als Strauch und bildet niederliegende Haupttriebe mit aufsteigenden Seitentrieben aus. Er wird bis 2 Meter hoch. Weiterhin werden mehrere verdickte Wurzeln ausgebildet.
Die ungeteilten Blattspreiten werden 5 bis 9 Zentimeter lang und breit. Sie sind an der Basis herzförmig und ganzrandig bis etwas gelappt mit 5 bis 6 Lappen auf jeder Seite. Die größeren Nervenbahnen auf der Blattoberseite sind eingesenkt und entsprechend auf der Unterseite heraus gewölbt. Auf der Oberseite und der Unterseite sind in regelmäßigen Abständen spitz-konisch zulaufende Haare mit unterschiedlicher Länge, von 30 bis 300 Mikrometer, angeordnet, die in einem sehr kleinen Köpfchen enden. Auf der Oberseite fehlen die für die Gattung typischen Schleimhaare, auf der Unterseite erscheinen sie dagegen längs in Reihen und entlang der Nervenbahnen. Diese Reihen zeichnen den Verlauf der kleineren Nervenbahnen nach.
Die gelben Blüten werden vielzählig in den Achseln der jüngeren Blätter ausgebildet. Der Blütendurchmesser beträgt 30 Millimeter und die innen dunkelviolett gefärbte, enge Röhre wird bis 40 Millimeter lang. Am Übergang zur waagerecht angeordneten Kronröhre ist ein weißer Ring angeordnet. Bei diesem wird ein Saftmal vermutet. Durch eine Krümmung oberhalb der Röhre wird der Kronsaum nach oben gestellt, so dass ein potentieller Bestäuber die Blüte von oben anfliegen muss.

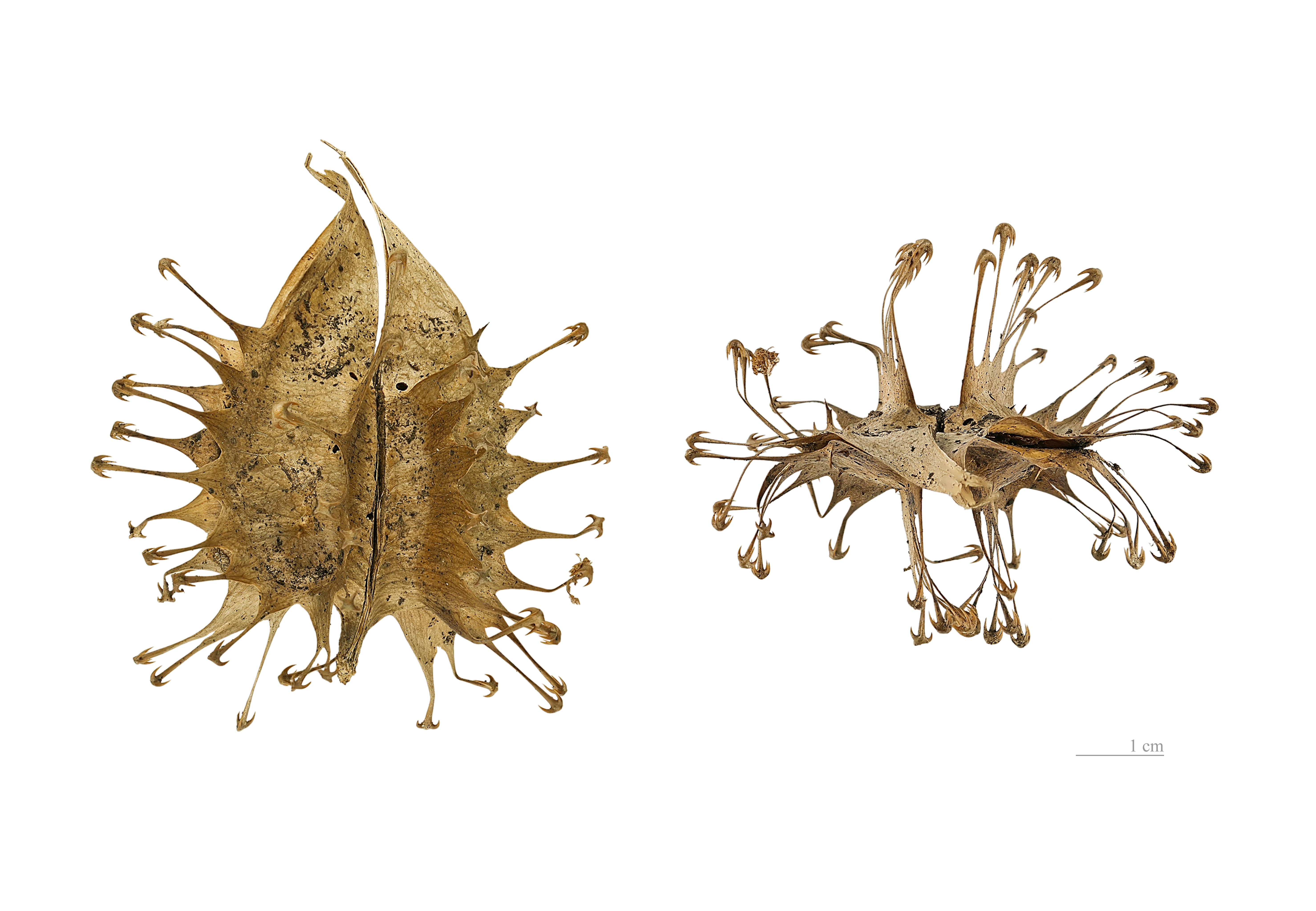
Frucht

Die Art bildet eine sehr charakteristische, nur schwach verholzende Kapsel-Frucht aus. Diese wird etwa 7 × 7 Zentimeter groß. Der den Samen enthaltene Teil der Frucht wird 3,5 bis 4 Zentimeter lang und 2 bis 2,5 Zentimeter breit. Es wird oberhalb ein dreieckiger steriler Schnabel ausgebildet, der 1,5 Zentimeter lang wird. Die Frucht ist in der Seitenansicht stark abgeflacht. Auf der Frucht befinden sich die für die Gattung typischen Hakenstacheln. Es werden längere Stacheln mit Haken und kürzere ohne Haken ausgebildet. Sie stehen in 8 Längsreihen zu je 6 bis 8 und sind an der Basis in Längsrichtung verbreitert. Kennzeichnend für die Art werden an der Basis der Frucht eine Menge Hakenstacheln ausgebildet, die nach unten zeigen und an der Spitze gegabelt oder verzweigt sind. Ebenso charakteristisch ist die Ausbildung von „Pseudoflügeln“ an den Basen der mittleren Stachelreihen.
Die schwarzen und herzförmigen Samen werden 10 Millimeter lang und 9 Millimeter breit. An dem Samen wird ein breiter und mehr oder weniger transparenter Flügel ausgebildet, der am oberen Ende des Samens in einen tiefen Einschnitt übergeht.

## Verbreitung und Systematik
Uncarina ankaranensis ist endemisch auf Madagaskar, im Süden der Provinz Antsiranana in der Tsingy-Formation des Massif de l’Ankarana verbreitet. Die Art steht auf der Roten Liste der IUCN und gilt als vom Aussterben bedroht (Critically Endangered).
Die Erstbeschreibung der Art erfolgte 2004 durch Hans-Dieter Ihlenfeldt.